# Изо фон Вьолпе
Изо фон Вьолпе (на немски: Yso (Iso) von Wölpe; * 1167; † 1231) е епископ на Ферден от 1205 до 1231 г.

## Живот
Той е по-малкият син на граф Бернхард I фон Вьолпе и брат на Бернхард II фон Вьолпе (* 1176; † 1221), граф на графство Вьолпе в Нинбург на Везер.
През 1188 г. Изо е каноник във Ферден и през 1205 г. е избран за епископ на Ферден след Рудолф I († 29 май 1205). Изо е първо на страната на Хоенщауфените. Чрез брат си Бернхард II и херцог Вилхелм фон Люнебург той отива на страната на Ото IV от рода на Велфите.
През 1211/1212 и 1213/1215 г. той участва в кръстоносните походи в Ливония. През 1220 г. основава колегиалния манастир „Св. Андреас“ във Ферден. Той окрепява град Ферден с кръгла стена и сече монети. Така Ферден получава права на град.